# Bosso (Nigeria)
Pour les articles homonymes, voir Bosso.
Bosso est une zone de gouvernement local de l'État de Niger au Nigeria,. Elle est située dans la région nord de l'État et est délimitée par les États de Kebbi, Katsina et Zamfara. Avec une population d'environ 203 000 habitants, la région est essentiellement rurale.

## Géographie
La région de Bosso est située dans le nord du Nigeria et fait partie du Sahel, une région semi-aride qui s'étend sur le continent africain. La topographie de la région est essentiellement plate, avec des prairies de savane et quelques collines. La région reçoit 600 mm de pluie par an en moyenne, avec une courte saison des pluies entre mai et juillet et une saison des pluies plus longue entre octobre et décembre. Cette quantité de précipitations est insuffisante pour soutenir les grandes activités agricoles de la région, ce qui donne lieu à un environnement semi-aride.

## Population et société
Les Bussawas, Dukas, Dukawas, Foulanis, Haoussas, Kamberis et Kanouris sont les principaux groupes ethniques de Bosso. La langue prédominante dans la région est l'haoussa, mais il y a aussi des locuteurs foulanis, kamberis et kanouris.
La majorité de la population est musulmane, mais il y a aussi une importante population chrétienne.

## Économie
Les principales activités économiques de Bosso sont l'agriculture de subsistance et l'élevage de bétail. Le millet, le maïs de Guinée, le coton et les arachides sont les principales cultures de la région. L'élevage est également un élément important de l'économie locale, les animaux les plus courants étant les bovins, les moutons et les chèvres.

## Source
- (en) Cet article est partiellement ou en totalité issu de l’article de Wikipédia en anglais intitulé « Bosso, Nigeria » (voir la liste des auteurs).